# Ramning (sjömätning)
För andra betydelser, se Ramning.
Ramning är en metod för att utföra sjömätning.
Ramning sker genom att en så kallad "ramstock" sänks ned på önskat djup som sedan bogseras av ett fartyg där man vill mäta det garanterade farledsdjupet. Om ramen får kontakt med något är platsen inte så djup som man önskar. Ramning sker i låg hastighet och är därför tidskrävande.
Ramning garanterar att det farbara djupet finns då andra sjömätningsmetoder som till exempel mätning med ekolod inte är 100 procent tillförlitligt. Ramning garanterar djupet fysiskt.